# Турбівська сільська рада
Ту́рбівська сільська́ ра́да — колишня адміністративно-територіальна одиниця та орган місцевого самоврядування у Корнинському, Попільнянському, Брусилівському і Коростишівському районах Білоцерківської округи, Київської й Житомирської областей Української РСР та України з адміністративним центром у с. Турбівка.

## Населені пункти
Сільській раді підпорядковані населені пункти:
- с. Турбівка

## Населення
Відповідно до результатів перепису населення СРСР, кількість населення ради станом на 12 січня 1989 року становила 519 осіб.
Станом на 5 грудня 2001 року, відповідно до перепису населення України, кількість мешканців сільської ради становила 423 особи.

## Склад ради
Рада складається з 12 депутатів та голови.

### Керівний склад сільської ради
| ПІБ                         | Основні відомості                                                 | Дата обрання | Дата звільнення |
| --------------------------- | ----------------------------------------------------------------- | ------------ | --------------- |
| Ревуцький Йосип Леонтійович | Сільський голова, 1949 року народження, освіта, безпартійний      | 26.03.2006   | 31.10.2010      |
| Масюк Феодосій Федорович    | Сільський голова, 1954 року народження, освіта вища, безпартійний | 31.10.2010   |                 |

Примітка: таблиця складена за даними джерела

## Історія
Створена 1923 року в складі сіл Лисівка і Турбівка Лучинської волості Сквирського повіту Київської губернії. 8 грудня 1925 року в с. Лисівка створено окрему Лисівську сільську раду Корнинського району.
Станом на 1 вересня 1946 року сільська рада входила до складу Корнинського району Житомирської області, на обліку в раді перебувало с. Турбівка.
11 серпня 1954 року, відповідно до указу Президії Верховної ради Української РСР «Про укрупнення сільських рад по Житомирській області», підпорядковано с. Лисівка ліквідованої Лисівської сільської ради Корнинського району. 28 жовтня 1963 року, відповідно до рішення Житомирського облвиконкому № 519 «Про зміни в адміністративно-територіальному поділі Коростишівського району», підпорядковано села Королівка та Мишерине Соболівської сільської ради Коростишівського району. 22 березня 1968 року, відповідно до рішення Житомирського облвиконкому № 130 «Про зміни в адміністративному підпорядкуванні деяких населених пунктів області», с. Королівка передане до складу Корнинської селищної ради Попільнянського району.
На 1 січня 1972 року сільська рада входила до складу Попільнянського району Житомирської області, на обліку в раді перебували села Лисівка, Мишерине і Турбівка.
28 грудня 1990 року села Лисівка та Мишерине передані до складу відновленої Лисівської сільської ради Попільнянського району.
Виключена з облікових даних 20 квітня 2016 року. Територію ради та с. Турбівка включено до складу новоутвореної Корнинської селищної територіальної громади Попільнянського району Житомирської області.
Входила до складу Корнинського (7.03.1923 р. 17.02.1935 р.), Попільнянського (5.02.1931 р., 28.11.1957 р., 4.01.1965 р.), Брусилівського (20.03.1959 р.) та Коростишівського (30.12.1962 р.) районів.